# کلوم کیت رنی
کلوم کیت رنی (انگلیسی: Callum Keith Rennie؛ زادهٔ ۱۴ سپتامبر ۱۹۶۰) هنرپیشه اهل کانادا است.
از فیلم‌هایی که وی در آن نقش داشته‌است، می‌توان به به سوی جنوب، خوابگردی، ممنتو، تیغه: سه‌گانگی، اثر پروانه‌ای، ابریشم، پرونده ۳۹، درون جنگل، جیگ‌ساو، خانه‌های متحرک، پرونده‌های مجهول ۲، پروانه‌ای روی چرخ، متولد رنگ آبی، کیک برفی، تصویر کلر، نوچه ۲، اکتبر گیل، ویلبی شگفت‌انگیز، دیشب، شادی مضاعف و سواری اشاره کرد.